# ألان لودج
ألان لودج (بالإنجليزية: Alan Lodge)‏ هو مصور بريطاني، ولد في 1953 في لوتن في المملكة المتحدة.